# Abzweigstelle Bruchsal Rollenberg
| Strecke                           |          | Rheintalbahn von Heidelberg               | Rheintalbahn von Heidelberg               |
| Blockstelle                       | 46,6 0,0 | Ubstadt-Weiher (Abzw)                     | 110,3 m                                   |
| Abzweig geradeaus und nach rechts |          | Rheintalbahn nach Karlsruhe               | Rheintalbahn nach Karlsruhe               |
| Kreuzung geradeaus oben           |          | Katzbachbahn Bruchsal ↔ Odenheim          | Katzbachbahn Bruchsal ↔ Odenheim          |
| Abzweig geradeaus und von rechts  |          | Schnellfahrstrecke von Mannheim           | Schnellfahrstrecke von Mannheim           |
| Abzweig geradeaus und von rechts  |          | Verbindungsstrecke Bruchsal (siehe unten) | Verbindungsstrecke Bruchsal (siehe unten) |
| Blockstelle                       | 2,8 45,3 | Bruchsal Rollenberg                       | 131,3 m                                   |
| Strecke                           |          | Schnellfahrstrecke nach Stuttgart         | Schnellfahrstrecke nach Stuttgart         |

| Strecke                          |          | Rheintalbahn von Karlsruhe              | Rheintalbahn von Karlsruhe              |
| Blockstelle                      | 49,6 0,0 | Bruchsal Nord                           | 110,9 m                                 |
| Abzweig geradeaus und nach links |          | Rheintalbahn nach Heidelberg            | Rheintalbahn nach Heidelberg            |
| Kreuzung                         |          | Katzbachbahn nach Odenheim              | Katzbachbahn nach Odenheim              |
| Abzweig geradeaus und von links  |          | Schnellfahrstrecke von Mannheim         | Schnellfahrstrecke von Mannheim         |
| Abzweig geradeaus und von links  |          | Verbindungsstrecke Ubstadt (siehe oben) | Verbindungsstrecke Ubstadt (siehe oben) |
| Blockstelle                      | 2,8 45,3 | Bruchsal Rollenberg                     | 131,3 m                                 |
| Strecke                          |          | Schnellfahrstrecke nach Stuttgart       | Schnellfahrstrecke nach Stuttgart       |

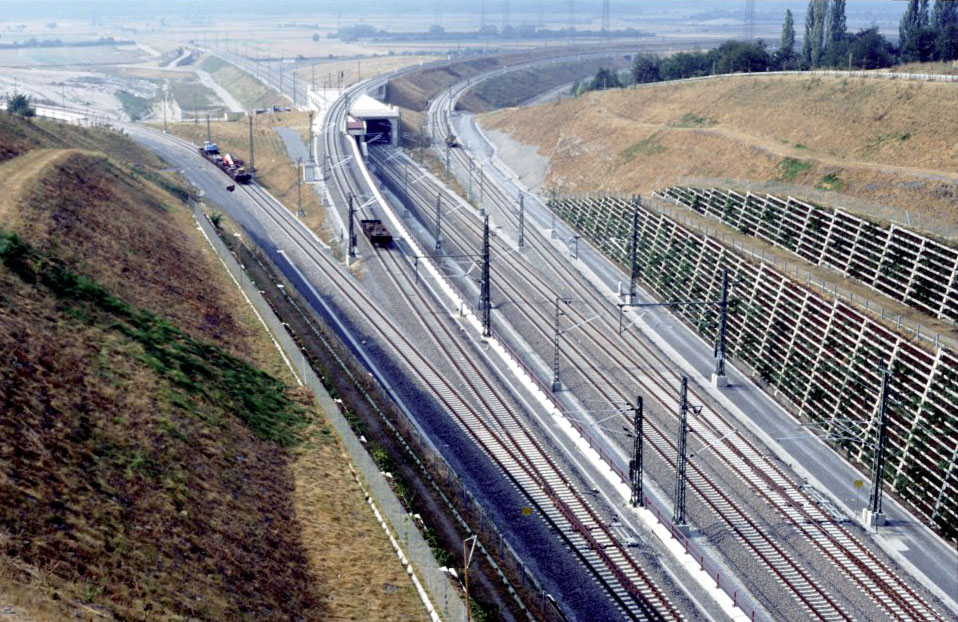
Die Abzweigstelle vor Inbetriebnahme der Strecke

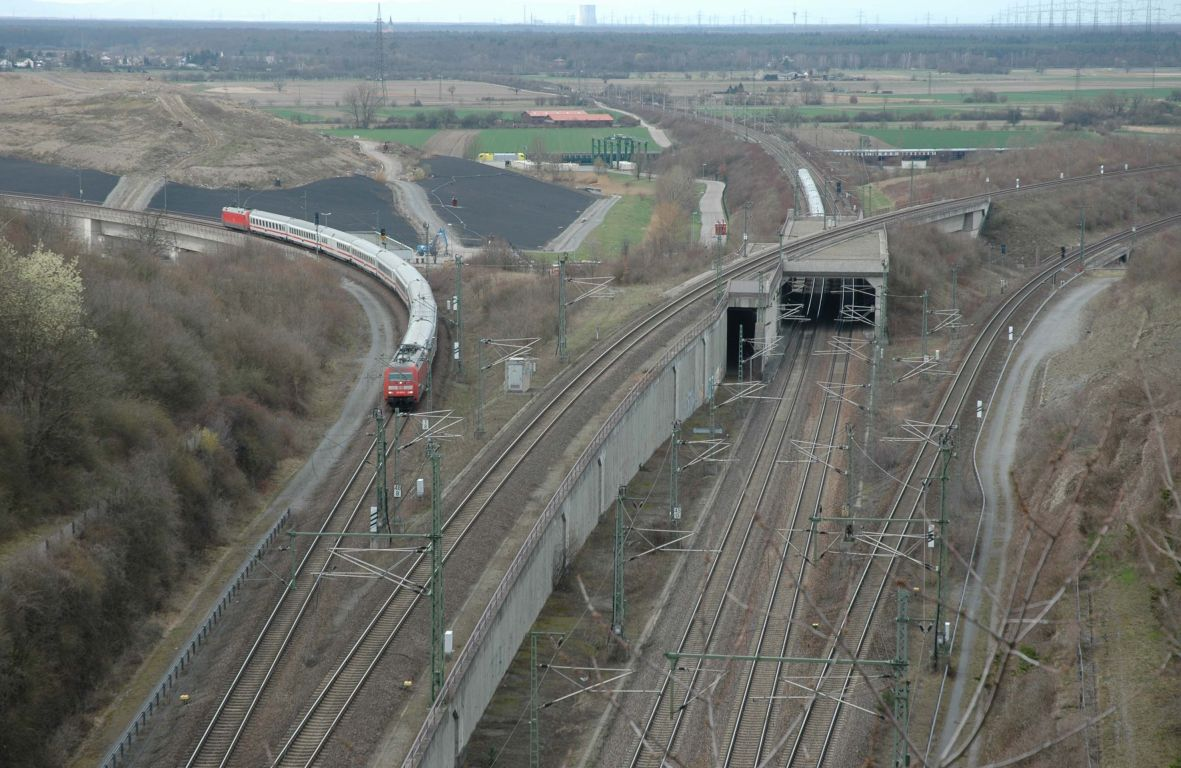
Zug von Bruchsal in Richtung Stuttgart auf der Verbindungskurve Bruchsal (April 2006)

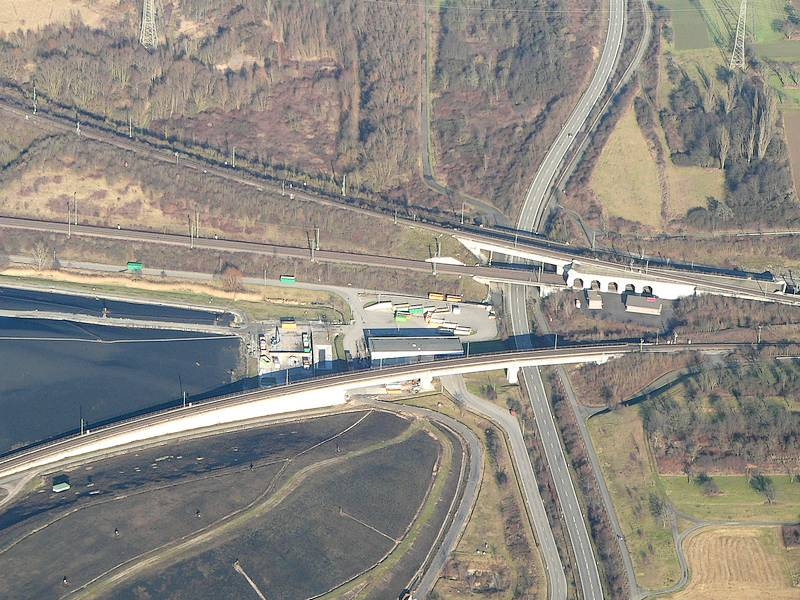
Nach links oben die beiden Gleise nach Heidelberg, links unten das Gleis nach Bruchsal. In der Mitte die Schnellfahrstrecke (Januar 2009)

An der Abzweigstelle Bruchsal Rollenberg konzentrieren sich ein umfangreiches Überwerfungsbauwerk an der Kreuzung der Schnellfahrstrecke Mannheim–Stuttgart mit der Bahnstrecke Heidelberg–Karlsruhe und zwei niveaufreie Verbindungsgleise zwischen beiden Strecken aus/nach Ubstadt und einem niveaugleichen Verbindungsgleis von/nach Bruchsal und Karlsruhe in Baden-Württemberg.
In sie mündet von Nordwesten die Verbindungskurve Ubstadt ein, die von der Abzweigstelle Ubstadt-Weiher (Abzw) ausgehend die Verbindung von Heidelberg herstellt. Von Südwesten mündet die Verbindungskurve Bruchsal ein, die von der Abzweigstelle Bruchsal Nord die Anbindung von Richtung Karlsruhe–Bruchsal vermittelt.

## Lage und Verlauf
Die Abzweigstelle Bruchsal-Rollenberg (Abkürzung im Betriebsstellenverzeichnis RROL) befindet sich am Nordwestportal des Rollenbergtunnels und damit genau am Übergang der Oberrheinischen Tiefebene in den Kraichgau. In die zweigleisige Schnellfahrstrecke münden hier drei Gleise von der Bahnstrecke Mannheim–Heidelberg–Karlsruhe ein: Das Gleispaar der Ubstadter Kurve von Norden, aus Richtung Mannheim–Heidelberg, das Gleis der Bruchsaler Kurve von Süden, aus Richtung Karlsruhe.
Beide Kurven spannen eine Fläche von rund 50 Hektar auf. Im Inneren befinden sich Teile der inzwischen stillgelegten und versiegelten Kreismülldeponie Bruchsal und der Abzweig der Bahnstrecke Bruchsal–Odenheim von der Strecke Karlsruhe–Heidelberg mit dem Gleisanschluss der Mülldeponie.

### Verbindungskurve Ubstadt
Die beiden Gleise der Verbindungskurve Ubstadt fädeln an der Abzweigstelle Ubstadt-Weiher (Abzw) (Kürzel: RUWA) in südöstliche Richtung höhenfrei von der Strecke Heidelberg–Karlsruhe aus. Über das südliche in die Schnellfahrstrecke einmündende Gleis gelangen Züge aus Richtung Heidelberg auf die Schnellfahrstrecke. Das nördliche, planmäßig mit 150 km/h befahrene Gleis, wird planmäßig von Zügen Richtung Heidelberg genutzt. Beide Gleise fädeln an der Abzweigstelle Rollenberg höhenfrei in die beiden Gleise der Schnellfahrstrecke ein.
Die Kurve quert darüber hinaus die Bahnstrecke Bruchsal–Odenheim, die Bundesstraße 3 sowie die Kreisstraße 3575.
Für den Dammkörper der Kurve wurden rund 950.000 Kubikmeter Material aus den dem Voreinschnitt und dem Ausbruch des Rollenbergtunnels eingebaut.

#### Die Schnellfahrweichen
Alle vier Weichen, die die Verbindungskurve Ubstadt mit der Rheintalbahn und der Schnellfahrstrecke verbinden, sind Schnellfahrweichen der frühesten Bauart in Deutschland. Die Bezeichnung ist EW 60-6000/3700 1:32,5-fb, die zulässige Geschwindigkeit beträgt in der Geraden 280 km/h, abzweigend 160 km/h. Damit ist es möglich, auch die Verbindungskurve von und zur Rheintalbahn mit der in diesem Streckenabschnitt zulässigen Höchstgeschwindigkeit von 160 km/h zu befahren.
Es handelt sich hierbei um so genannte Korbbogenweichen, d. h. der Bogen beginnt an den Weichenzungen mit einem größeren Halbmesser (hier: 6000 Meter), um dann etwa zur Weichenmitte hin in einen kleineren Halbmesser (hier: 3700 Meter) überzugehen. Weichen neuerer Bauart (Klothoidenweichen) haben einen über die gesamte Weichenlänge reichenden fließenden Übergang im Halbmesser, sodass eine ruckfreiere Fahrt der abzweigenden Züge möglich ist. Weichen dieser Bauart findet man in Deutschland außerdem noch im Bahnhof Zeppelinheim (Riedbahn, Abzweig zum Flughafen Fernbahnhof).

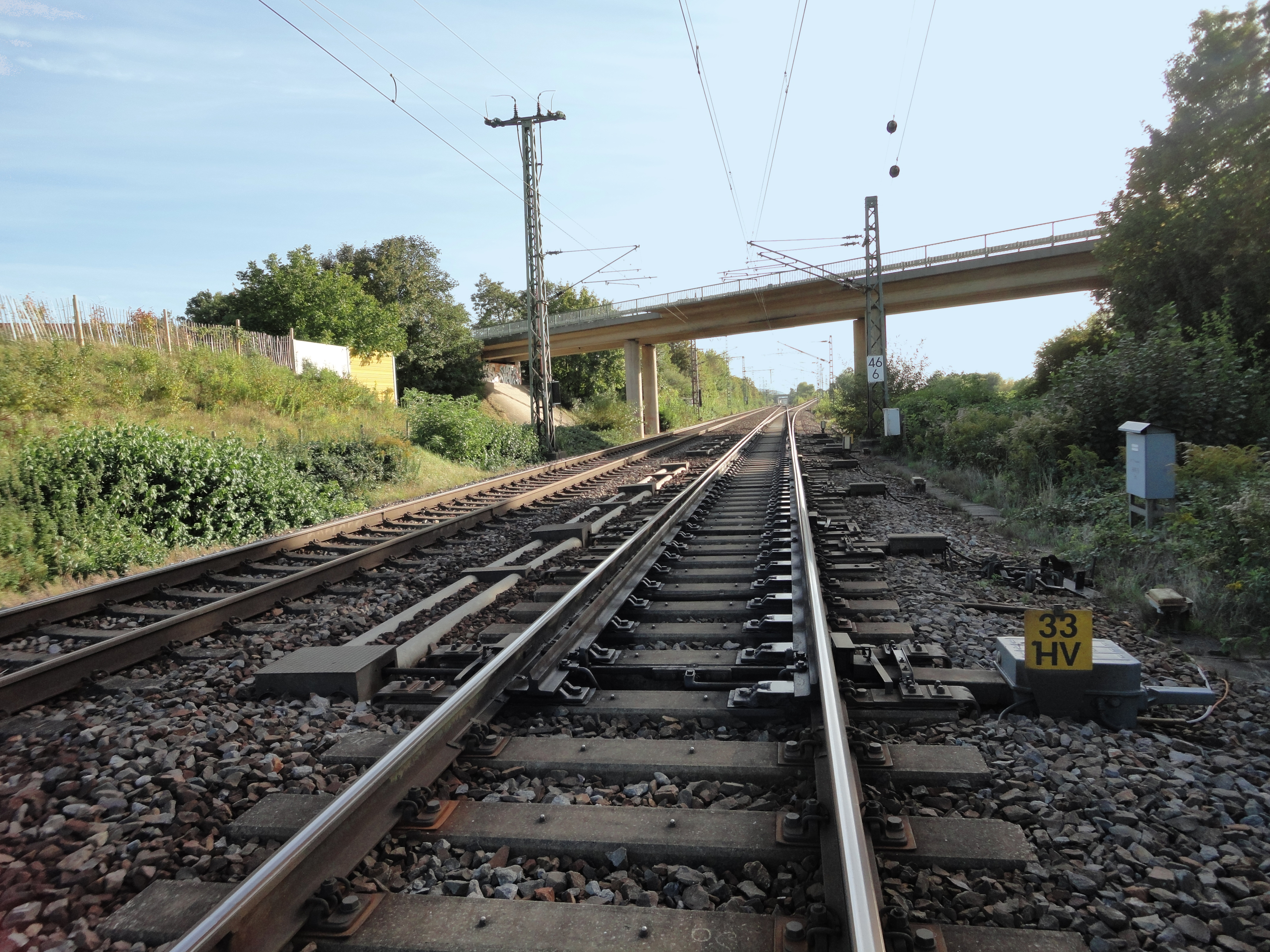
Rheintalbahn von Heidelberg, Abzweig zur Schnellfahrstrecke Richtung Stuttgart
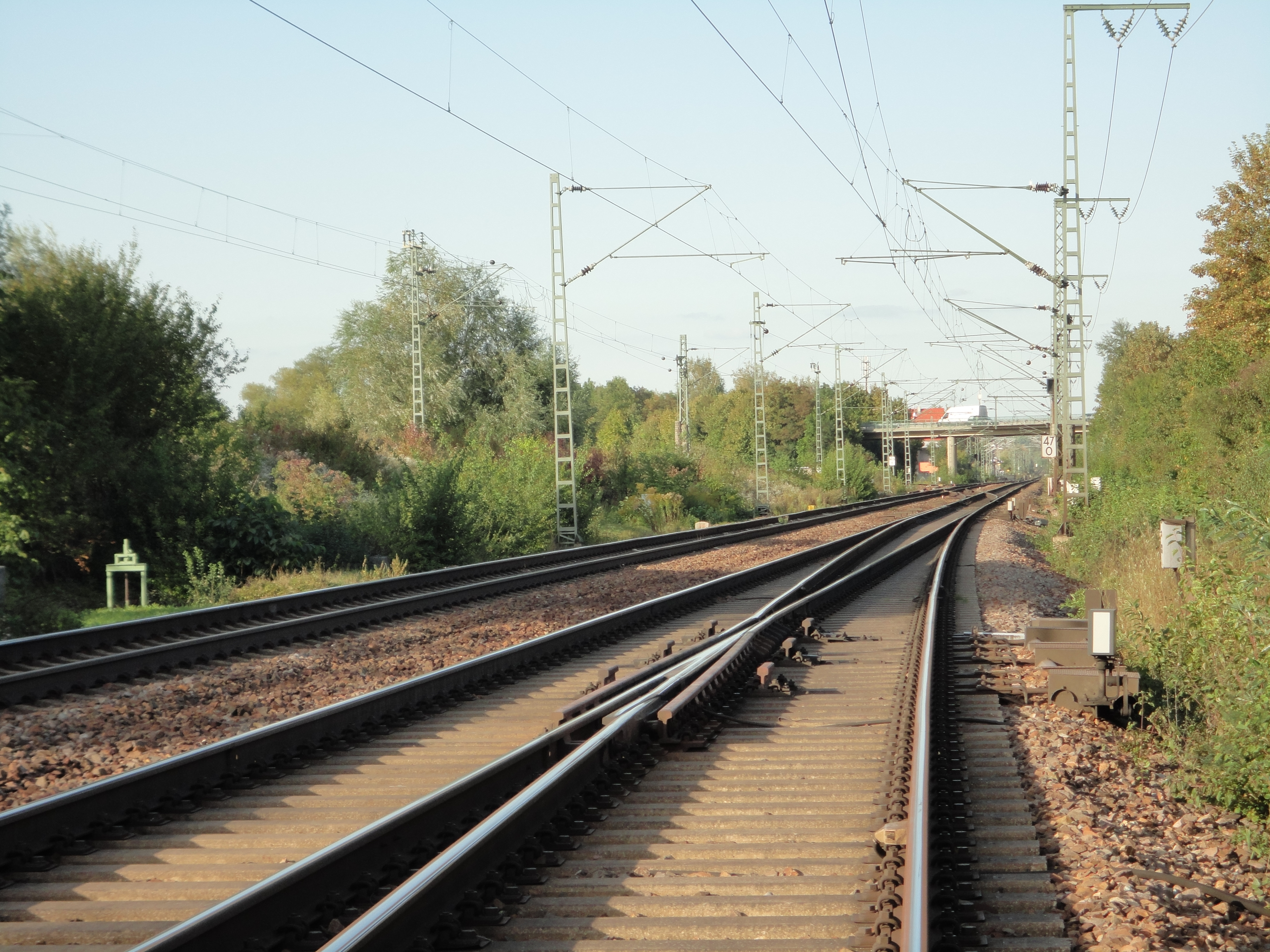
Rheintalbahn Richtung Heidelberg, Einfädelung von der Schnellfahrstrecke
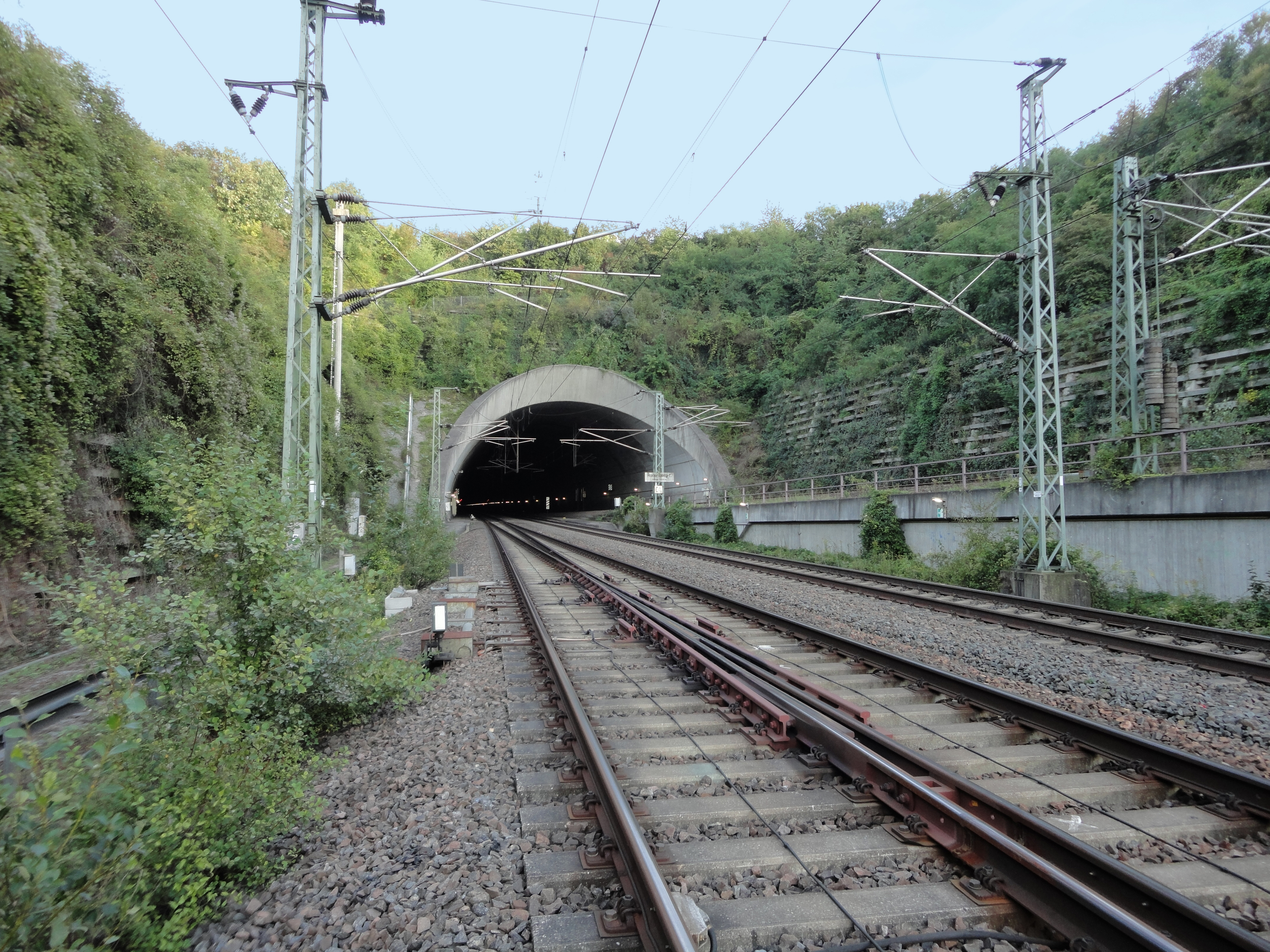
Schnellfahrstrecke Mannheim-Stuttgart, Nordwestportal des Rollenbergtunnels, Abzweig zur Verbindungskurve Ubstadt Richtung Heidelberg.

### Verbindungskurve Bruchsal
Die eingleisige Verbindungskurve Bruchsal fädelt an der Abzweigstelle Bruchsal Nord (Kürzel: RBRR) in nordöstlicher Richtung aus der Strecke von Karlsruhe und Bruchsal aus. Südlich der Gleise der Schnellfahrstrecke mündet sie in das südliche der Gleise der Ubstadter Kurve.
Die Kurve überquert die B 3 und kreuzt die Gleise der Strecke Bruchsal–Odenheim. Sie zerschneidet die Kreismülldeponie Bruchsal in zwei Hälften.

### Abzweigstelle Bruchsal-Rollenberg
Vor dem Nordwestportal des Rollenbergtunnels befinden sich fünf Gleise, die sich im Bereich des Portals auf drei vereinigen: die beiden Streckengleise der Schnellfahrstrecke und das südwestlich liegende Gleis aus Richtung Bruchsal/Heidelberg. Kurz hinter dem Portal fädelt das dritte Gleis in das südwestliche Streckengleis ein. Dadurch ist das Nordwestportal des Rollenbergtunnels das einzige Eisenbahntunnelportal in Deutschland mit drei Gleisen. Mit einem Querschnitt von 210 Quadratmeter ist es darüber hinaus eines der Tunnelportale mit dem größten Querschnitt an einer deutschen Schnellfahrstrecke.

## Planung und Bau
In der Planungsphase lag der Bereich des Abzweigs im Planfeststellungsabschnitt 6a (Ubstadt-Weiher), der sich von Streckenkilometer 43,736 bis 47,775 erstreckte. Das Planfeststellungsverfahren wurde im November 1976 eingeleitet. Am 16. Mai 1979 wurde ein neues Planfeststellungsverfahren eröffnet. Die 75 erhobenen Einwendungen wurden am 23. November 1981 erörtert. Am 10. März 1983 legte das Regierungspräsidium seine Stellungnahme vor. Gegen den Planfeststellungsbeschluss vom 29. April 1983 wurden zwei Klagen erhoben. Er wurde am 19. Dezember 1983 rechtskräftig.
Nach dem Planungsstand von 1973 sollte, von Norden kommend, die Rheintalbahn und die Bundesstraße 3 überquert werden. Daran sollten sich zwei 2,4 Kilometer und 0,7 Kilometer lange Tunnel anschließen. Die Neubaustrecke sollte mit der Rheintalbahn höhenfrei verknüpft werden. Die im offenen Einschnitt verlaufenden Verbindungsgleise sollten dabei teilweise ebenfalls in Tunneln verlaufen. Im südlichen Abschnitt der Kurve sollten die Gleise Richtung Stuttgart und Heidelberg dabei in zwei getrennten, jeweils eingleisigen, Röhren verlaufen. Die Weströhre (Richtung Stuttgart) sollte dabei den Rollenbergtunnel unterqueren, kurz an die Oberfläche gehen und nach einem weiteren kurzen Tunnel südöstlich von Spiegelberg in die Neubaustrecke einfädeln. Das östliche Gleis (Richtung Heidelberg) sollte hingegen im südöstlichen Bereich des Rollenbergtunnels ausgefädelt werden und bis zur Zusammenführung mit dem Gleis der Gegenrichtung ebenfalls in einem Tunnel verlaufen. Für die Verbindungskurve war ein Mindestbogenradius von 3200 Meter vorgesehen. Die Ein- und Ausfädelung in die Neubaustrecke wurde mit einem Radius von 5000 Meter geplant.

### Verbindungskurve Ubstadt
Die mit bis zu 160 km/h befahrbare Verbindungskurve Ubstadt wurde zwischen 1984 und 1988 errichtet. Dabei wurden bis zu 24 Meter hohe und 180 Meter breite Dämme angelegt und insgesamt 950.000 Kubikmeter Erdmassen aufgebaut, die aus dem Rollenbergtunnel und dessen Voreinschnitt gewonnen wurden. Die Baukosten lagen Stand ca. 1986 bei 39 Millionen DM (20 Millionen €).
Ursprünglich war eine Abzweiggeschwindigkeit von 130 km/h vorgesehen. In der Planungsphase wurde die Abzweigstelle zunächst auch als Abzweig Wiesenthal bezeichnet.

### Verbindungskurve Bruchsal
Die Verbindungskurve Ubstadt wurde erst gegen Ende der 1980er Jahre um die Verbindungskurve Bruchsal ergänzt. Die eingleisige und mit 100 km/h befahrbare Kurve wurde nachträglich eingeplant. Sie sollte dem Regional-/Interregio-Verkehr in Süd-Ost-Richtung dienen. Ein weiterer, wesentlicher Zweck war die angedachte europäische Hochgeschwindigkeitsverbindung zwischen Paris, Straßburg, München und Wien (Magistrale für Europa). Auf den 45. deutsch-französischen Konsultationen wurde vereinbart, Verbindungsmöglichkeiten der LGV Est mit der Neubaustrecke Mannheim–Stuttgart zu prüfen.
Nach Ende des 13-monatigen Planfeststellungsverfahrens im März 1988 wurde die Kurve am 30. September 1988 der erste Spatenstich gefeiert. Für die nachträglich eingeplante Kurve musste der bereits erstellte Voreinschnitt des Rollenbergtunnels ab Februar 1988 erweitert werden.
Als problematisch in der Bauphase der Kurve erwies sich die Durchfahrung der Kreismülldeponie Bruchsal, deren Abdichtung gegenüber dem umgebenden Grundwasser auch während der Bauphase gewährleistet werden musste, ferner mussten 65.000 Kubikmeter Müll umgelagert werden. Bereits im 1972 abgeschlossenen Planfeststellungsverfahren der Deponie hatte die Bundesbahn dieses umplanen müssen, um eine Durchschneidung der Müllhalde durch die geplante Neubaustrecke und die Verbindungskurve Ubstadt zu vermeiden. Die geplanten Baukosten der Bruchsaler Kurve lagen bei 27 Millionen DM. Für die rund 500 Meter lange und – aufgrund der Höhe des Mülls – 10 bis 16 Meter hoch auszuführende Durchfahrung des Deponiebereichs wurden ein Dutzend verschiedene Lösungen diskutiert, darunter verschiedene Varianten von Brücken, Trögen, Tunneln, Dämmen und Rahmen. Die zu findende Lösung sollte einerseits widerstandsfähig gegenüber schädlichen Deponieeinflüssen sein, andererseits unempfindlich gegenüber Setzungen sein (erwartet wurden 50 cm bis 1 m) und schließlich möglichst wenig Grundfläche der Deponie verbrauchen. Realisiert wurde schließlich ein 536,8 m langer Massivdamm aus 62 Blöcken. Die Ausschreibung begann im Januar 1989. Die Bauarbeiten mit einem Auftragsvolumen von rund 16 Millionen DM (etwa acht Millionen €) begannen am 17. April 1989 und wurden zum 31. Juli 1990 abgeschlossen.
Die Baukosten wurde Ende 1988 mit 27 Millionen DM veranschlagt. Über die Kurve sollte nach diesem Planungsstand eine Interregio-Linie im Zwei-Stunden-Takt verkehren.

### Gleiserneuerung
Im Juli 2020 wurden die drei Verbindungsgleise erneuert.